# Gwen Stefani

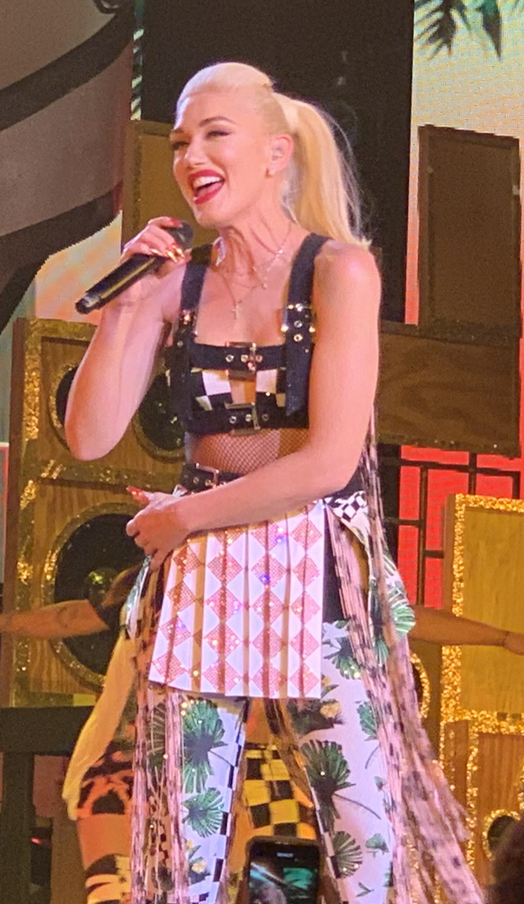
Gwen Stefani (2019)

Gwen Renée Stefani ([ˈgwɛn stəˈfɑːni]; * 3. Oktober 1969 in Fullerton, Kalifornien) ist eine US-amerikanische Sängerin, Rapperin, Designerin und Schauspielerin. Die Frontfrau der Rockband No Doubt wurde 2002 mit einem Grammy ausgezeichnet, veröffentlichte bislang vier Soloalben und hat – einschließlich ihrer Arbeit mit No Doubt – weltweit mehr als 30 Millionen Alben verkauft.

## Leben
Gwen Stefani wurde im kalifornischen Fullerton geboren und wuchs im kalifornischen Anaheim auf. Ihre Mutter Patti Flynn ist schottisch-irischer Herkunft und ehemalige Buchhalterin, ihr Vater Dennis Stefani ist Italoamerikaner und arbeitete bei Yamaha als Marketingmanager. Sie hat Eric Stefani als älteren Bruder sowie einen jüngeren Bruder und eine jüngere Schwester. Stefani wurde streng katholisch erzogen und lebte nach ihren Angaben bis zu ihrem 26. Lebensjahr bei ihren Eltern.
1995 lernte sie Gavin Rossdale kennen und heiratete ihn im September 2002 mit Zeremonien in London und Los Angeles. Aus der Ehe gingen drei Söhne (* 2006, * 2008, * 2014) hervor. Im August 2015 gab das Paar die Trennung bekannt. Die Ehe wurde im April 2016 geschieden.
Im November 2015 machte sie ihre Beziehung zu Blake Shelton öffentlich bekannt und heiratete ihn im Juli 2021 bei einer Zeremonie in Oklahoma. Im Oktober 2023 erhielt sie einen Stern auf dem Hollywood Walk of Fame.

## Karriere

### No Doubt
Bekannt wurde Stefani als Bandleaderin der Gruppe No Doubt, die sich 1996 im Zuge der Veröffentlichung ihres dritten Albums Tragic Kingdom und der dazugehörigen Single Don’t Speak weltweite Aufmerksamkeit sichern konnte. Die Rolle der Frontfrau hatte sie bereits 1988 nach dem Suizid des Bandbegründers John Spence eingenommen. Weitere Hits waren Just a Girl (1996), das Gemeinschaftsprojekt Hey Baby mit Bounty Killer (2001) und It’s My Life (2003). 2011 schloss sich die Band wieder für die Arbeit an dem neuen Album Push and Shove (2012) zusammen.

### Solokarriere

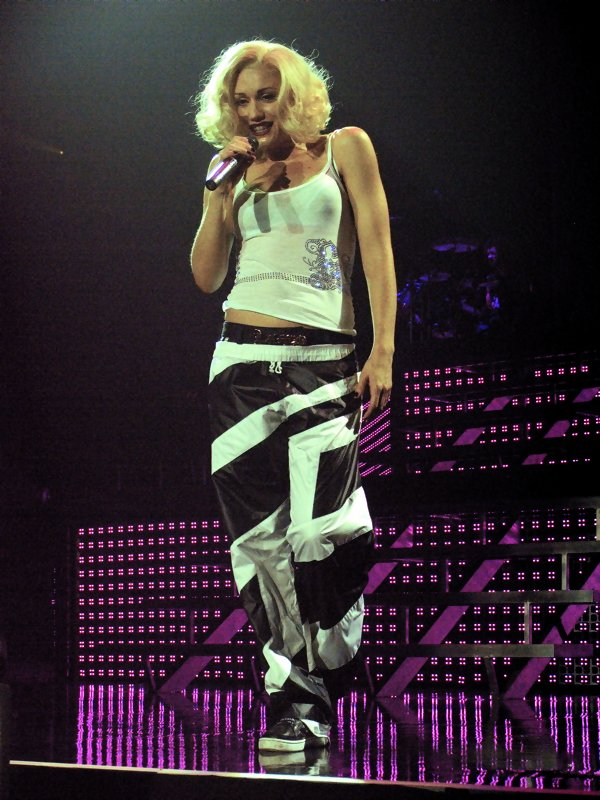
Stefani bei ihrer ersten Solo-Tournee, der Harajuku Lovers Tour (2005)

Parallel zu ihren Projekten als Mitglied von No Doubt begann Stefani sich Ende der 1990er Jahre auch als Einzelinterpretin zu etablieren. So war sie unter anderem als Führungsstimme auf Mobys Single South Side zu hören.
Mitte 2001 gelang Stefani gemeinsam mit der Rapperin Eve mit der Single Let Me Blow Ya Mind wiederum ein weltweiter Charterfolg; diese platzierte sich auf dem ersten Platz der österreichischen Hitlisten und brachte beiden Künstlerinnen 2002 einen Grammy in der Kategorie Beste Rap/Gesang-Kollaboration ein.
Nach zwei Jahren Produktionszeit folgte im Herbst 2004 mit Love. Angel. Music. Baby. schließlich Stefanis Solodebüt. Das Album wurde zu einem weltweiten Bestseller und konnte mit etwa 300.000 verkauften Exemplaren innerhalb seiner Veröffentlichungswoche allein in den USA sogar mehr Einheiten absetzen als je ein Album von No Doubt in seiner Veröffentlichungswoche zuvor. Mittlerweile verkaufte sich die CD bereits sieben Millionen Mal. Es war das zwölft meistverkaufte Album 2005.
Insgesamt brachte die Platte sechs Singleauskopplungen hervor. Neben dem australischen Nummer-eins-Hit What You Waiting For? und dem von Dr. Dre produzierten Song Rich Girl – in erneuter Zusammenarbeit mit Kollegin Eve – gelang Stefani vor allem mit der Neptunes-Produktion Hollaback Girl im Sommer 2005 ein überragender Erfolg. Noch im selben Jahr folgten mit dem New Wave inspirierten Cool und dem Singleremix zu Luxurious eine Zusammenarbeit mit Rapper Slim Thug, zwei weitere Auskopplungen aus dem Love. Angel. Music. Baby-Album. Nach einem Gastauftritt auf Pharrell Williams’ Single Can I Have It Like That erschien Anfang 2006 mit Crash schließlich die letzte Single des Albums in den Vereinigten Staaten.
Bei den Grammy Awards 2005 wurde Stefani in der Kategorie Best Female Pop Vocal Performance nominiert; bei der Verleihung im darauffolgenden Jahr wurde sie fünfmal nominiert, unter anderem in den Kategorien Record of the Year und Album of the Year.
Pläne für die Veröffentlichung des Albums L. A. M. B. Part II im ersten Quartal 2006 wurden auf Grund von Stefanis erster Schwangerschaft auf Eis gelegt. Die Platte sollte sowohl unveröffentlichte Songs ihrer Aufnahmen zu Love. Angel. Music. Baby. als auch neue Produktionen der Neptunes, Rich Harrison und von No-Doubt-Kollege Tony Kanal enthalten. Ein Großteil der Songs befindet sich nun auf ihrem im Dezember 2006 erschienenen zweiten Soloalbum The Sweet Escape. Nachfolgend wurden die beiden Singles Wind It Up und The Sweet Escape ausgekoppelt.
Im Juni 2007 erschien die dritte Singleauskopplung 4 in the Morning. Die vierte Single Now That You Got It wurde im Herbst 2007 in den USA, Kanada, Australien und Deutschland veröffentlicht. Vom Album The Sweet Escape wurden mittlerweile ungefähr drei Millionen Exemplare verkauft, wovon bereits mehr als eine Million auf die Vereinigten Staaten entfallen.
Im Juni 2011 gab Stefani in einem Interview mit Entertainment Weekly das Ende ihrer Solokarriere bekannt. Ende 2014 veröffentlichte sie jedoch die Comeback-Singles Baby don’t lie und Spark the Fire. Ihr drittes Studioalbum This Is What the Truth Feels Like erschien im März 2016. Mit Used to Love You – der ersten Singleauskopplung hieraus – besang sie im Oktober 2015 das Ende ihrer 20-jährigen Beziehung mit Gavin Rossdale.
2017 veröffentlichte Stefani das Weihnachtsalbum You Make It Feel Like Christmas. Enthalten sind sowohl Coverversionen bekannter Weihnachtslieder als auch neue Songs, darunter ein Duett mit Blake Shelton, welches für das Album titelgebend war. Das Album wurde 2018 sowie 2020 mit zusätzlichen Titeln neu aufgelegt.
2018 bis 2020 gab Stefani im Rahmen ihrer eigenen Show Just a Girl zahlreiche Konzerte im Zappos Theatre Las Vegas. Die Konzerte beinhalteten sowohl Titel aus Stefanis Solokarriere als auch Songs ihrer Band No Doubt. 2020 veröffentlichte die Künstlerin gemeinsam mit Blake Shelton die Duette Nobody but You und Happy Anywhere, die beide Platz 1 der Billboard Country Airplay Chart erreichten.
Im Dezember 2020 erschien die Single Let Me Reintroduce Myself, welcher ein viertes Studioalbum folgen soll. In einem Interview mit Variety äußerte Stefani im April 2021, dass es keine Ambitionen gibt, weitere Projekte mit No Doubt zu verfolgen. Im Juni 2023 veröffentlichte sie den Song True Babe.

## Sonstiges

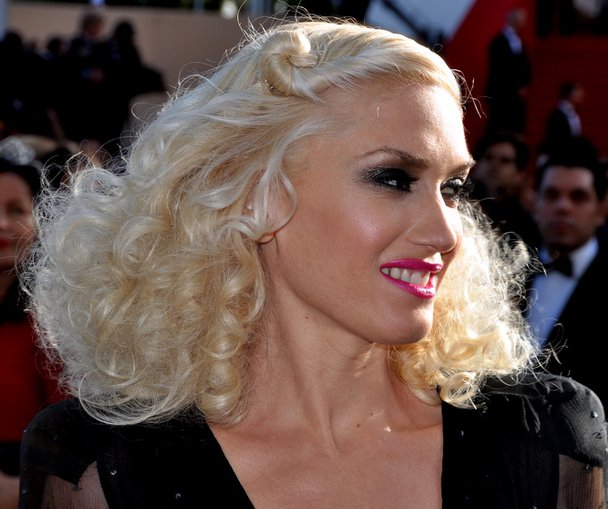
Stefani bei den Internationalen Filmfestspielen von Cannes 2011

- 1999 arbeitete Stefani mit Prince zusammen und steuerte ihren Gesang bei dem Song So Far, So Pleased bei, veröffentlicht auf den beiden Alben Rave Un2 the Joy Fantastic und Rave In2 the Joy Fantastic.
- Unter dem Label L.A.M.B. (Abkürzung von Love.Angel.Music.Baby) veröffentlichte Stefani 2005 erstmals eine eigens von ihr entworfene Modelinie für Damen, deren Kreationen sie im September desselben Jahres innerhalb einer eigenen Modenschau in New York City präsentierte. Ihre zweite Modelinie trägt den Namen Harajuku Lovers und ist mehr für den Alltagsgebrauch gedacht. Ihre dritte Modelinie DWP (Design with Purpose) launchte sie zusammen mit dem 7 for all mankind-Gründer Michael Glasser. DWP führt Alltagsmode wie Jeans und T-Shirts in einer mittleren Preisspanne.[31]
- In Martin Scorseses Film Aviator (2004) spielte Stefani neben Leonardo DiCaprio, Cate Blanchett und Kate Beckinsale eine größere Hintergrundrolle, wo sie Jean Harlow verkörperte.
- Stefanis Song Wind it up (2006) beginnt mit dem Zitat eines Liedes aus The Lonely Goatherd des Musicals The Sound of Music (1959).
- Am 16. Oktober 2005 startete Stefani ihre Harajuku Lovers Tour, die sie innerhalb von 41 Auftritten quer durch die USA führte. Im Vorprogramm waren unter anderem die R&B-Sängerin Ciara sowie die Black Eyed Peas zu sehen.
- Am 21. April 2007 startete Stefani ihre zweite Solo-Tour, die den Namen The Sweet Escape Tour trug. Sie war zwölf Monate auf Tour und gab Konzerte auf fünf Kontinenten.
- 2025 wurde sie Werbegesicht der katholischen GebetsApp Hallow.[32] Nachdem sie zuvor insbesondere wegen ihres Songs Just a Girl als Feministin und LGBTQ+-Unterstützerin und der Demokratischen Partei nahestehend gegolten hatte, wurde vermutet, dass sie durch diese Werbung und einen positiven Post auf X über Tucker Carlson nunmehr der MAGA-Bewegung zuneigt.[33][34]

## Diskografie
Studioalben

| Jahr | Titel Musiklabel                                           | Höchstplatzierung, Gesamtwochen, AuszeichnungChartplatzierungen (Jahr, Titel, Musiklabel, Platzierungen, Wochen, Auszeichnungen, Anmerkungen) | Höchstplatzierung, Gesamtwochen, AuszeichnungChartplatzierungen (Jahr, Titel, Musiklabel, Platzierungen, Wochen, Auszeichnungen, Anmerkungen) | Höchstplatzierung, Gesamtwochen, AuszeichnungChartplatzierungen (Jahr, Titel, Musiklabel, Platzierungen, Wochen, Auszeichnungen, Anmerkungen) | Höchstplatzierung, Gesamtwochen, AuszeichnungChartplatzierungen (Jahr, Titel, Musiklabel, Platzierungen, Wochen, Auszeichnungen, Anmerkungen) | Höchstplatzierung, Gesamtwochen, AuszeichnungChartplatzierungen (Jahr, Titel, Musiklabel, Platzierungen, Wochen, Auszeichnungen, Anmerkungen) | Anmerkungen                                                   |
| Jahr | Titel Musiklabel                                           | DE | AT | CH | UK | US | Anmerkungen                                                   |
| ---- | ---------------------------------------------------------- | --- | --- | --- | --- | --- | ------------------------------------------------------------- |
| 2004 | Love. Angel. Music. Baby. Interscope Records (UMG)         | DE11 Gold · (49 Wo.)DE | AT12 Gold · (44 Wo.)AT | CH17 Gold · (54 Wo.)CH | UK4 ×3Dreifachplatin · (59 Wo.)UK | US5 ×5Fünffachplatin · (156 Wo.)US | Erstveröffentlichung: 23. November 2004 Verkäufe: + 7.597.444 |
| 2006 | The Sweet Escape Interscope Records (UMG)                  | DE17 Gold · (33 Wo.)DE | AT18 (23 Wo.)AT | CH8 Platin · (50 Wo.)CH | UK14 Platin · (44 Wo.)UK | US3 ×2Doppelplatin · (51 Wo.)US | Erstveröffentlichung: 1. Dezember 2006 Verkäufe: + 2.988.000  |
| 2016 | This Is What the Truth Feels Like Interscope Records (UMG) | DE40 (1 Wo.)DE | AT38 (1 Wo.)AT | CH10 (3 Wo.)CH | UK14 (2 Wo.)UK | US1 (13 Wo.)US | Erstveröffentlichung: 18. März 2016 Verkäufe: + 200.000       |
| 2024 | Bouquet Interscope Records (UMG)                           | — | — | CH80 (1 Wo.)CH | — | US95 (1 Wo.)US | Erstveröffentlichung: 15. November 2024                       |

## Tourneen
- 2005: Harajuku Lovers Tour
- 2007: The Sweet Escape Tour

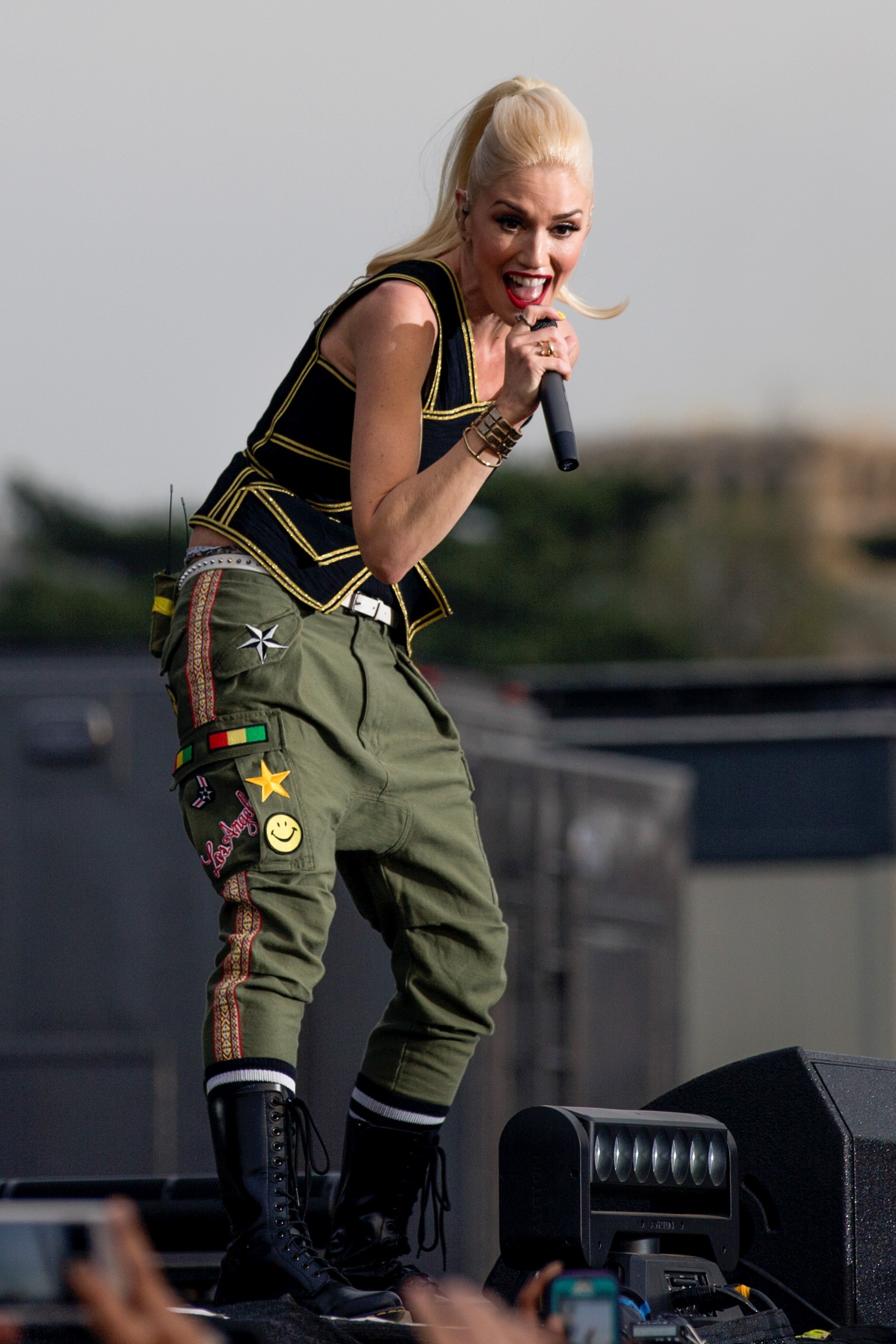
Stefani (2015)

- 2016: This Is What the Truth Feels Like Tour

## Filmografie (Auswahl)
- 2001: Zoolander
- 2004: Aviator (The Aviator)
- 2009: Gossip Girl (Fernsehserie, eine Episode)
- 2016: Trolls (Stimme)

## Auszeichnungen
- 2002: Grammy für Let Me Blow Ya Mind in der Kategorie Best Rap/Sung Collaboration
- 2005: Brit Award in der Kategorie International Female Solo Artist
- 2005: MTV Video Music Award für Hollaback Girl in der Kategorie Best Choreography In A Video
- 2005: Billboard Music Award in den Kategorien Best New Artist und Digital Song of the Year (für Hollaback Girl)
- 2023: Stern auf dem Hollywood Walk of Fame